# 耶律仲禧
耶律仲禧（?—?），遼朝（契丹）政治人物，本姓李氏，南京析津府（今北京西南）人。
辽兴宗重熙年間，李仲禧出仕。辽道宗清寧初年，同知南院宣徽使事。清寧四年（1058年），在鴨子河、混同江之間築城，任北院宣徽使。咸雍初年，因为上奏有誤，左遷楡州刺史。后来恢复旧职，转任漢人行宮都部署。咸雍七年（1071年）十二月，朝廷賜国姓耶律姓。咸雍八年（1072年）十二月，封韓国公。咸雍九年（1073年）八月，转任南院枢密使。太康三年（1077年），耶律乙辛誣告皇太子耶律濬，耶律仲禧与耶律乙辛一起調査，皇太子一派冤罪牵连很多。太康四年（1078年）十一月，任广德軍節度使。太康六年（1080年）三月、再任南院枢密使。去世後，谥号欽惠。其子耶律儼，其孫李处温（耶律儼的侄子）。

## 延伸阅读
[在维基数据编辑]
 《遼史·卷98》，出自脱脱《遼史》